# Nicolas Schiner
Pour les articles homonymes, voir Schiner.
Nicolas Schiner était un évêque suisse qui a régné sur le diocèse de Sion de 1496 à 1499.

## Biographie
Il était l'oncle du cardinal Mathieu Schiner, qui a failli devenir pape. Nicolas Schiner a été enterré sous le chœur de l'église Saint-Théodule à Sion, une église construite par la famille Schiner. En 1960, lors de fouilles archéologiques, son sarcophage a été découvert et ouvert. À côté des restes de l'évêque gisait un deuxième personnage, parfaitement inconnu, qui avait été préalablement passé à la chaux. Le mystère de l'identité de cet intrus reste entier à ce jour. En 2005, son tombeau a été placé dans une chapelle latérale de l'église Saint-Théodule,,,.